# Kraftwerk Donaustadt
Das Kraftwerk Donaustadt in der Primavesigasse im 22. Wiener Gemeindebezirk Donaustadt war ein kalorisches Kraftwerk der Stadt Wien (Block 1 und Block 2). Planungen sahen hier auch die mögliche Errichtung eines Kernkraftwerks vor. Aktuell (2018) ist nur Block 3 in Betrieb, der als GuD-Kraftwerk mit Fernwärmeauskopplung ausgeführt ist.

## Geschichte
Die Stilllegung des Dampfkraftwerks Engerthstraße im Jahr 1966, die durch die Wasserführung des Donaukanals begrenzte Kühlwassermenge für das Kraftwerk Simmering und der Wunsch der Stadtverwaltung nach einer Steigerung der eigenen Stromerzeugung machten den Bau eines neuen Kraftwerks nötig.
Zwar wäre ein Standort im Westen Wiens wünschenswert gewesen, doch aus technischen Gründen – vor allem der Mangel an Kühlwasser – konnte dies nicht realisiert werden. Der Wiener Stadtrat beschloss am 22. November 1968 grundsätzlich die Errichtung von zwei neuen Kraftwerksblöcken und am 11. Juli 1969 wurde die Genehmigung erteilt, das neue Kraftwerk am Steinsporn zu bauen. Nach der Lage in der Donaustadt, dem 22. Wiener Gemeindebezirk, erhielt das neue E-Werk den Namen „Dampfkraftwerk Donaustadt“.
Für die Standortwahl sprachen
- die gesicherte Versorgung mit Kühlwasser durch die Nähe zur Donau,
- die Nähe zum Ölhafen Lobau, was die Versorgung mit Heizöl oder Erdgas erleichtern würde,
- der starke Bevölkerungsanstieg sowie die Ansiedlung von Industriebetrieben in den Bezirken Floridsdorf und Donaustadt und
- der Wunsch nach einer Dezentralisierung der Stromerzeugung in Wien.[1]

Als positiver Nebeneffekt wurden vor allem von der Bezirkspolitik die Trockenlegung eines Sumpfes und die Sanierung von nahe gelegenen wilden Siedlungen durch die Errichtung von Straßen, Kanälen, Strom- und Wasserleitungen gesehen.
Erste Pläne sahen die Errichtung von drei Kraftwerksblöcken vor. Der erste sollte 1973 in Betrieb gehen und der zweite im Jahr 1976. Für das Jahr 1979 war die Inbetriebnahme des dritten Kraftwerksblocks vorgesehen. Für diesen Block behielten sich die zuständigen Stellen die Möglichkeit offen, ihn als Kernkraftwerk zu errichten. Abhängig machte man dies von der weiteren Entwicklung auf dem Sektor der Kernenergie. Noch im Februar 1974 hielten die Zuständigen an dieser Option fest. Zwar wurde geplant, dass sich Wien an der Errichtung des geplanten zweiten österreichischen Kernkraftwerks, dessen Inbetriebnahme für 1980 oder 1981 vorgesehen war, mit 160 Megawatt beteiligte, für den Fall aber, dass dessen Leistung zu gering sein sollte, hielt man weiter an der möglichen Errichtung eines eigenen Atomkraftwerks fest. Ob die Planungen für ein Atomkraftwerk Donaustadt durch die das Kernkraftwerk Zwentendorf betreffende Volksabstimmung beendet wurden oder schon früher abgebrochen wurden, ist nicht bekannt.

## Kraftwerk

### Stillgelegte Blöcke 1 und 2

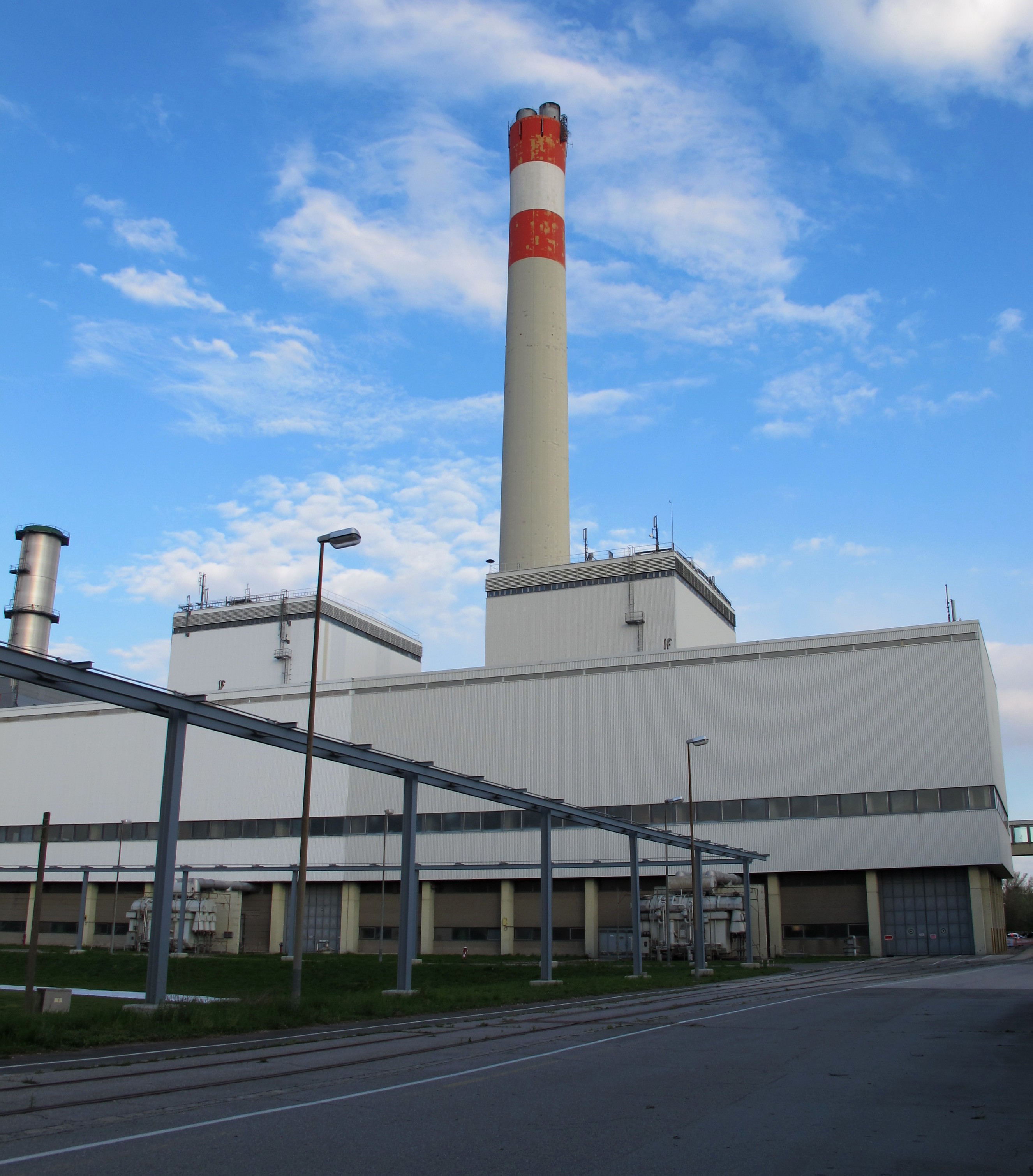
Kraftwerksblöcke 1 und 2

Da die Errichtung von zwei Kraftwerksblöcken geplant war, wurde der 150 Meter hohe Schornstein so ausgelegt, dass er die Rauchgasrohre beider Blöcke aufnehmen konnte. Jeder der beiden Blöcke kann wahlweise mit Erdöl oder Erdgas betrieben werden – hauptsächlich kommt allerdings Erdgas zum Einsatz – und wurde mit einer Maximalleistung von 162 Megawatt ausgestattet.
Bürgermeister Leopold Gratz eröffnete am 24. September 1973 den Block 1, Block 2 wurde am 26. September 1973 in Betrieb genommen.
Aus Umweltschutzgründen wurden zwischen 1985 und 1986 die Kesselfeuerungen auf stickoxidarme Brenner umgerüstet. Ebenfalls der Reduktion von Stickoxiden galt der Einbau von Rauchgasfiltern nach dem SCR-Prinzip für jeden Kessel. Mit dem nachträglichen Einbau von stickoxidreduzierenden Anlagen sowohl bei der Verbrennung selbst als auch nach der Verbrennung war das Dampfkraftwerk Donaustadt bei einem Finanzaufwand von rund 461 Millionen Schilling Vorreiter in Österreich. Die Rauchgasfilter wurden im November 1987 im Block 1 und am 1. Juli 1988 in Block 2 in Betrieb genommen.
Kraftwerksblock 1 wurde 2009, Kraftwerksblock 2 im Jahr 1999 wegen hoher Wartungskosten und zu geringem Wirkungsgrad außer Betrieb genommen.

### Block 3

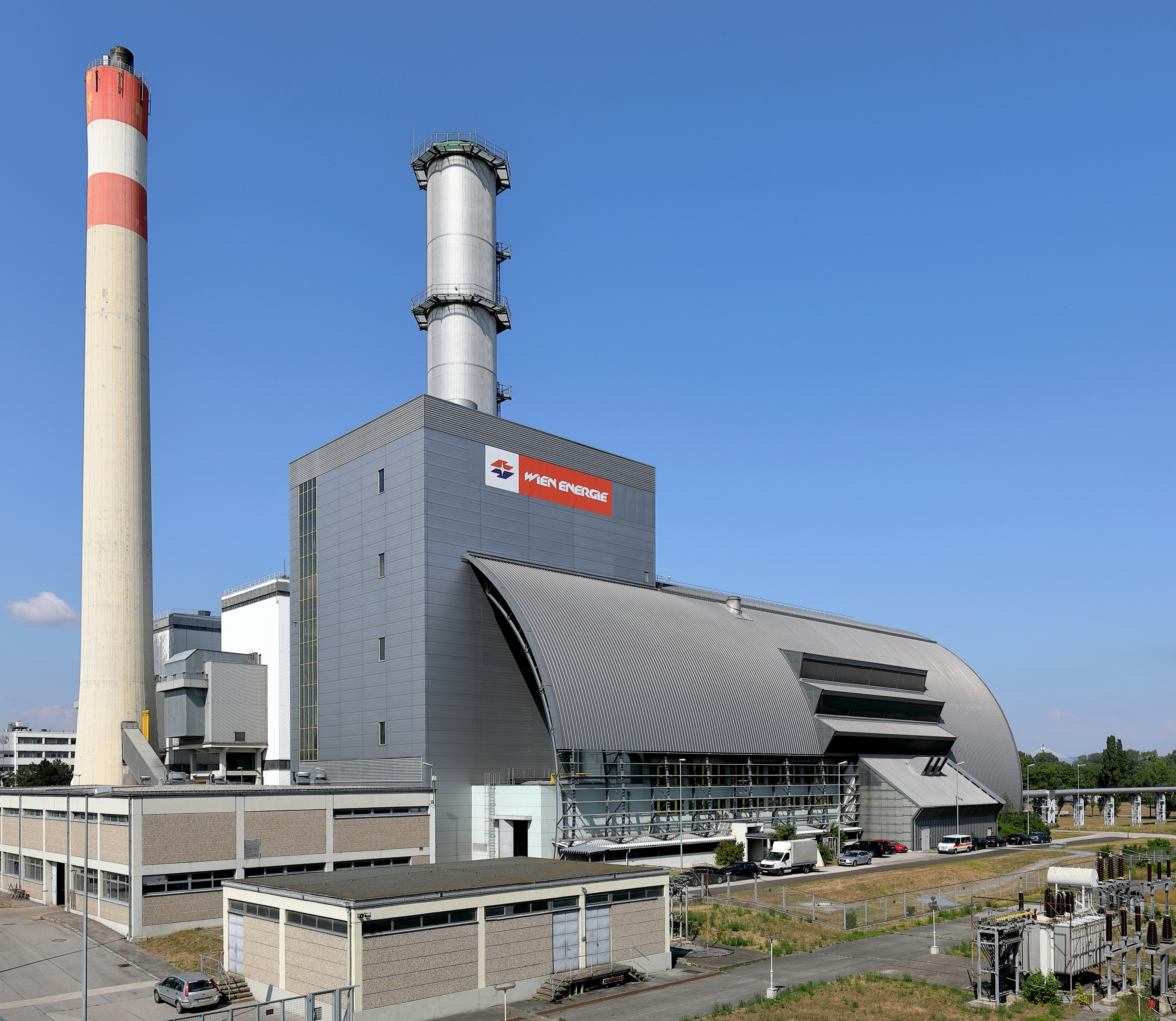
Kraftwerksblock 3 und links der Schlot der Blöcke 1 & 2

Der Block 3 wurde im November 2001 in Betrieb genommen. Es handelt sich um ein Gas-und-Dampf-Kombikraftwerk; ausgeführt mit Gasturbine und Kondensationsentnahme-Dampfturbine, welche mit dem Generator auf einer Welle angeordnet ist. Als Brennstoff dient Erdgas, wobei eine Nachrüstung auf Heizöl leicht möglich ist. Das Kraftwerk verfügt über eine elektrische Nennleistung von 383 MW und parallel eine Fernwärmeleistung von maximal 250 MW.
Der Bau von Block 3 des Kraftwerks Donaustadt („Donaustadt 3“) wurde vom Wiener Gemeinderat am 26. Juni 1996 beschlossen. Im Dezember 1997 wurde von Wien Energie das Projekt für den Block 3 des Kraftwerks Donaustadt als erstes seiner Art und in dieser Größenordnung zur Umweltverträglichkeitsprüfung eingereicht. An diesem Verfahren waren 23 Gutachtergruppen, die Wiener Umweltanwaltschaft sowie die Vertreter der 23 an Wien angrenzenden Gemeinden beteiligt. Am 18. Juni 1999 wurde der Bau von der Wiener Landesregierung mittels Bescheid genehmigt.
Im Dezember 1999 erfolgte die Grundsteinlegung für den Block 3. Die feierliche Inbetriebnahme des Kraftwerks Donaustadt erfolgte am 30. November 2001.
Der Kraftwerksblock 3 kann im Mittel rund 385.000 Haushalte mit elektrischer Energie und 73.000 Haushalte mit Fernwärme versorgen. Durch die Kraft-Wärme-Kopplung wird ein Wirkungsgrad inklusive Fernwärmeauskopplung von rund 86 % erzielt, ohne Kraft-Wärme-Kopplung rund 58 %.

### Kraft-Wärme-Kopplung
Am 30. Mai des Jahres 2000 wurde für die Kraft-Wärme-Kopplung des Blockes 3 der Tunnelanstich für die Fernwärme-Haupttransportleitung „Steinsporn I“ vorgenommen. Dieses rund 3,6 km lange und etwa 520 Millionen Schilling teure Bauwerk unterquert unter anderem den Donaukanal, die Donau und das Entlastungsgerinne.

### Photovoltaikanlage

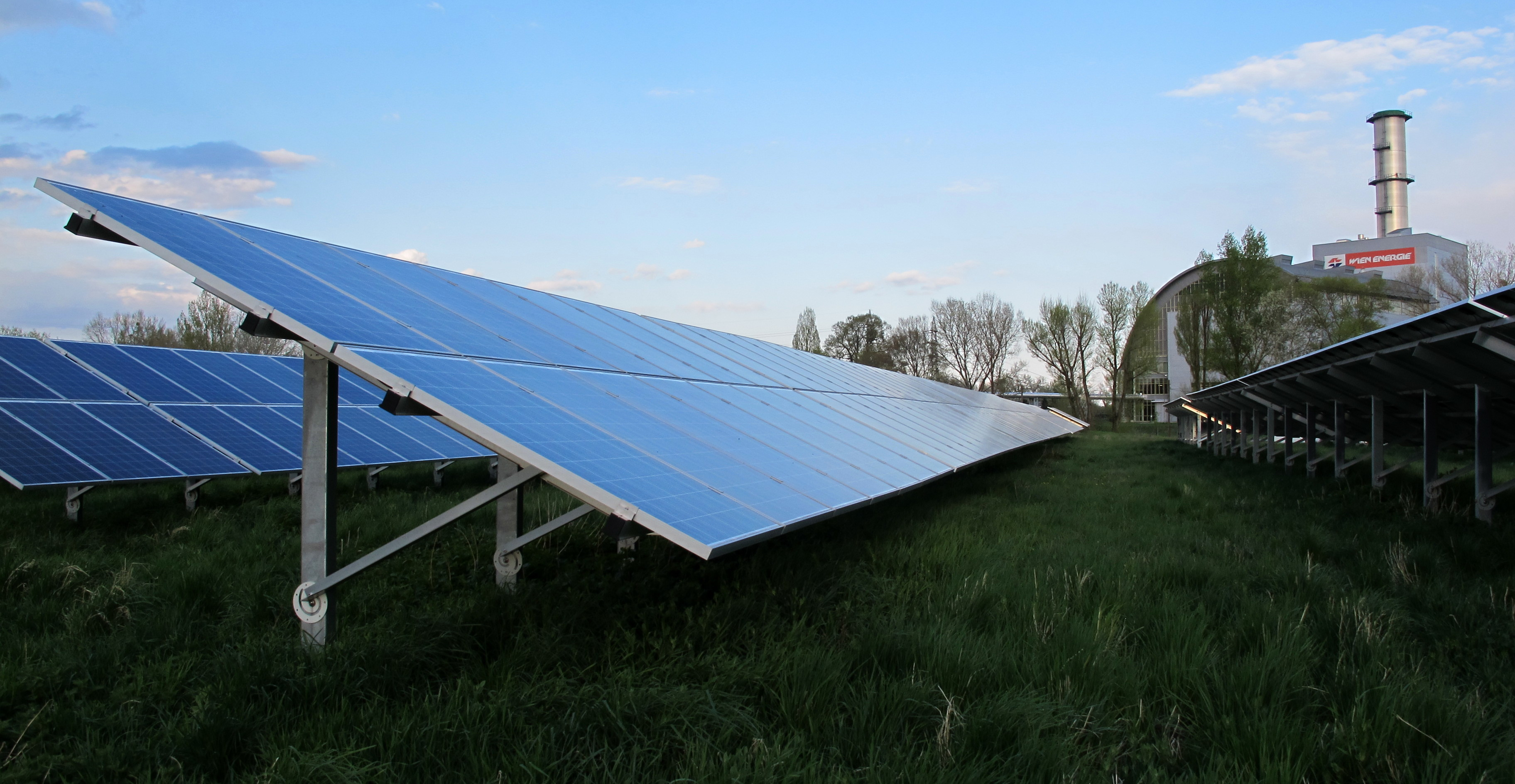
Photovoltaikanlage im Kraftwerksareal

Am 4. Mai 2012 wurde am Kraftwerksgelände eine Photovoltaikanlage mit 2040 Paneelen mit in Summe 500 kW (Watt Peak) auf einer Fläche von ca. 8000 m² in Betrieb genommen.

### Wasserstoff-Betriebsversuch
Im Jahr 2023 gab es einen Betriebsversuch, bei dem Beimischung von Wasserstoff in die Gasturbine vom Kraftwerk Donaustadt getestet wurde. Laut eigener Aussendung wurde von Mitte Juli bis Mitte September an mehreren Testtagen unterschiedliche Mengen an Wasserstoff beigemischt. Beginnend bei 5 Volumenprozent, steigerten die Projektpartner Wien Energie, RheinEnergie, Siemens Energy und Verbund AG im Rahmen des Versuchs den Wasserstoff-Anteil auf bis zu 15 Prozent. In einem Nachfolge-Projekt ist eine Steigerung des Anteils auf rund 30 Volumenprozent geplant. Ist der Versuch erfolgreich, soll die Anlage für den Dauerbetrieb zertifiziert werden.

## Treibhausgase
Das Kraftwerk zählt mit einem jährlichen Ausstoß von 630 614 t CO2-Äquivalenten (2018) zu den größten Verursachern von Treibhausgasen in Österreich.

## Windkraftwerk Donauinsel
Im Jahr 1997 wurde bei der Steinspornbrücke auf der Donauinsel nördlich des Pumpwerks des Linken Donausammelkanals von Wien Energie eine aus einem Windrad bestehende Windkraftforschungsanlage errichtet. Die Steuerung der Anlage sowie die Sammlung der Daten wird von einer Computeranlage im nahe gelegenen Kraftwerk Donaustadt vorgenommen. Auch die Netzanbindung der Windkraftanlage an das elektrische Leitungsnetz geschieht über das Kraftwerk.